# 蒙蒂利维球场
蒙蒂利维球场（西班牙語：Estadi Montilivi） 是位於西班牙加泰羅尼亞地區的多功能體育場，建於1970年，主要用於足球比賽，作為基羅納的主場，球場可容納14,624人。
2012年3月12日，赫羅納市政府將球場租借給基羅納足球會30年，可延長至總計50年。
基羅納於2017年歷年來首次升上西甲聯賽後擴建球場容納增添至13,450名觀眾；後來球場容量縮減為11,810人。
蒙蒂利维球场曾經作為伊比利亞半島申辦2018年世界盃的球場清單中，但在正式公布球場清單的數個月前，基羅納足球會決定撤回申辦。

## 外部鏈接
- Stadium information
- Estadios de Espana （页面存档备份，存于） （英語）